# Phylloxiphia karschi
Phylloxiphia karschi är en fjärilsart som beskrevs av Rothschild och Jordan 1903. Phylloxiphia karschi ingår i släktet Phylloxiphia och familjen svärmare. Inga underarter finns listade i Catalogue of Life.